# Apalis chapini
Apalis chapini là một loài chim trong họ Cisticolidae.